# Сенников, Леонид Фёдорович
Леонид Фёдорович Сенников (род. 7 августа 1930) — передовик советского сельского хозяйства, тракторист колхоза «Верный путь» Ялуторовского района Тюменской области, Герой Социалистического Труда (1971).

## Биография
Родился 7 августа 1930 года в деревне Бастраки Шабалинского района Нижегородской области в крестьянской русской семье. Завершив обучение в пяти классах школы в селе Чахловка Шабалинского района, в 1941 году в начале Великой Отечественной войны, стал работать почтальоном, затем курьером в колхозе, а позже стал трудиться прицепщиком на тракторе. В 1946 году был направлен в Горьковскую область на заготовку леса. В 1948 году окончил курсы трактористов на Чахловской машинно-тракторной станции, стал работать трактористом в колхозе. 
В 1961 году переехал вместе с семьёй в село Хохлово Ялуторовского района Тюменской области. Почти 30 лет отработал механизатором в колхозе «Верный путь». С 1961 года звеньевой механизаторов-кукурузоводов. Собирал от 500-800 центнеров зелёной массы кукурузы с гектара.
Указом Президиума Верховного Совета СССР от 8 апреля 1971 года за выдающиеся успехи достигнутые в развитии сельскохозяйственного производства и выполнении пятилетнего плана по производству и продажи государству продуктов земледелия и животноводства Леониду Фёдоровичу Сенникову присвоено звание Героя Социалистического Труда с вручением ордена Ленина и золотой медали «Серп и Молот».
В 1990 году вышел на пенсию, однако продолжал трудиться в колхозе до 1996 года.
Проживает в селе Хохлово Ялуторовского района Тюменской области.

## Награды
За трудовые успехи удостоен:
- золотая звезда «Серп и Молот» (08.04.1971)
- орден Ленина (08.04.1971)
- Медаль «За трудовую доблесть» (23.06.1966)
- другие медали.

- Почётный гражданин Ялуторовского района Тюменской области (2008)[2].